# 游广斌
游广斌（1963年1月—），中华人民共和国官员，北京市人，中国共产党党员，现任中國證券監督管理委員會办公厅主任。
游广斌1980年10月参加工作。1993年10月至2009年3月间，他供职于中共北京市委办公厅，历任会议处处长、办公厅副主任、中共北京市委副秘书长兼市委办公厅常务副主任。其间，他在2001年1月至2002年1月挂职担任北京市延庆县人民政府副县长。2009年3月10日，他被中共北京市委任命为中共北京市丰台区委副书记，以副区长身份代理区长职务。2009年7月，游广斌经选举正式出任北京市丰台区区长，仍兼任中共北京市丰台区委副书记。
2010年3月，游广斌调往中共中央办公厅工作。2010年3月9日，游广斌辞去丰台区区长一职。之后他先后担任中办秘书局常务副局长、老干部局局长。
2016年4月底，此前并无金融行业任职经历的游广斌被任命为中国证监会办公厅主任、党委办公室主任。前任王建军在同年4月10日出任中共深圳证券交易所党委副书记、总经理。